# Kupe (mitologia)

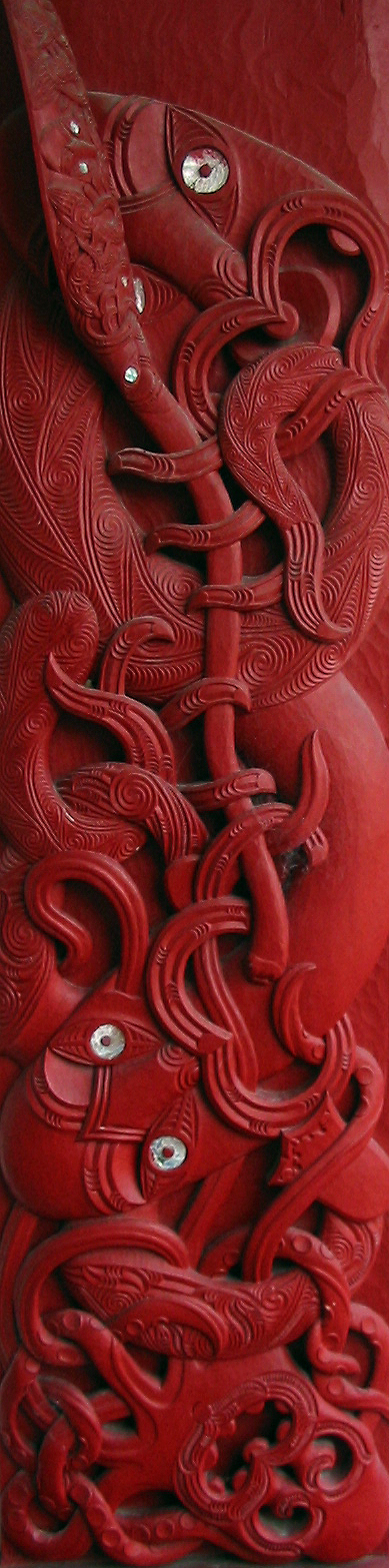
Raffigurazione in legno di Kupe con due creature marine ai propri piedi-

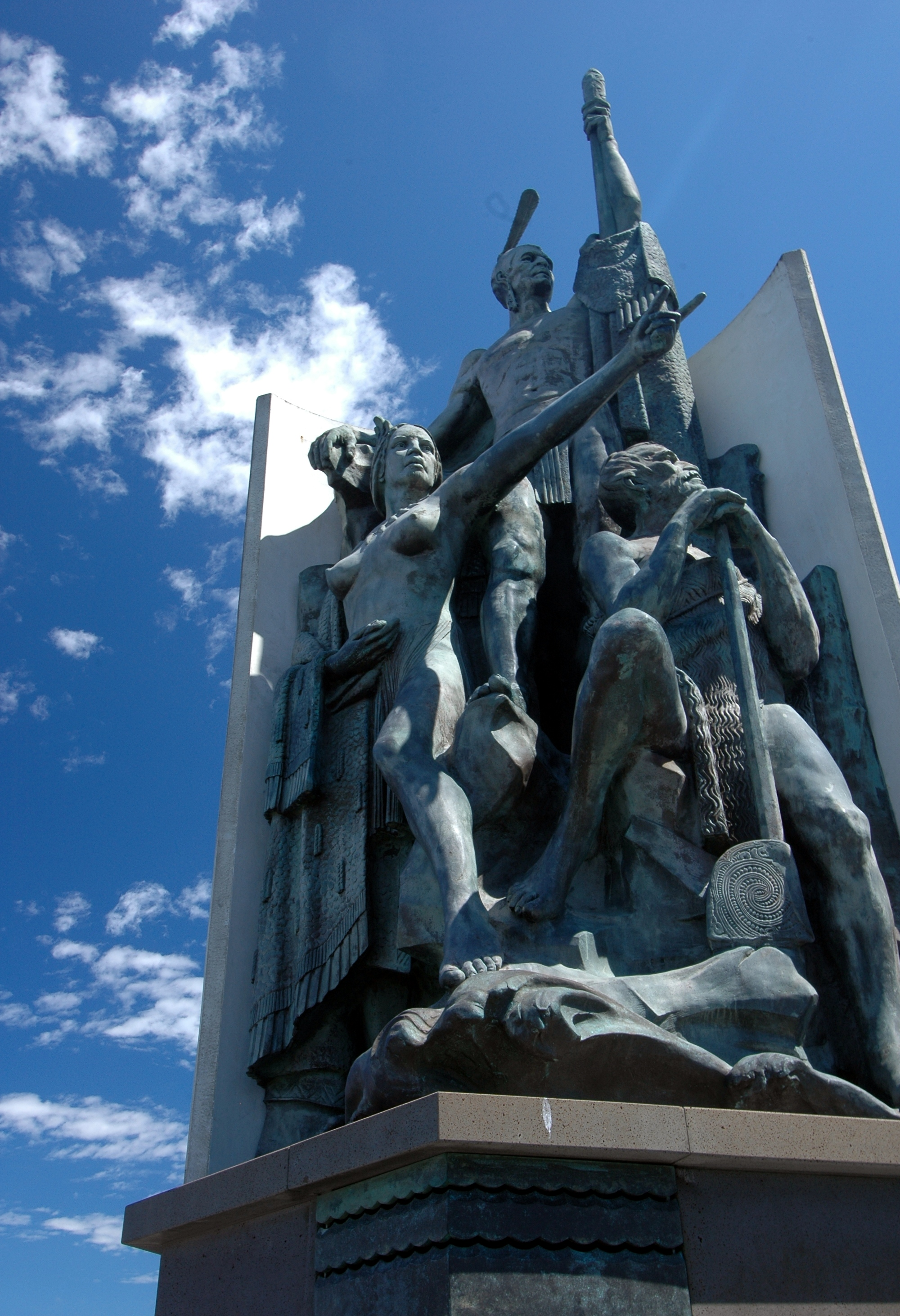
Monumento in onore di Kupe, eretto a Wellington, capitale della Nuova Zelanda-

Kupe è il leggendario navigatore che, secondo la tradizione, scoprì le isole della Nuova Zelanda dove poi migrarono le popolazioni Maori a partire dal IX secolo.
La leggenda narra che Kupe, originario di Hawaiki, probabilmente un'isola della Polinesia, fosse partito a bordo di una zattera e quando raggiunse le isole, che gli apparvero come elevate montagne coronate da nuvole, le battezzò con il nome di Aotearoa, che appunto significa "La terra della lunga nuvola bianca"..Tornato in patria seguendo la rotta dell'andata, Kupe raccontò della propria scoperta al suo popolo che la tramandò oralmente. Circa quattro secoli dopo, attorno al 1350, a causa dell'eccessivo aumento della popolazione e della conseguente  carestia, dalle isole partirono dieci piroghe che raggiunsero nuovamente la Nuova Zelanda seguendo la rotta che era stata tramandata da Kupe.